# Paul Codrea
Paul Constantin Codrea (n. 4 aprilie 1981, Timișoara, România) este un antrenor de fotbal român, care a antrenat ultima oară în 2018 echipa Ripensia Timișoara.

## Cariera de jucător
Paul Codrea a început să joace fotbal la FC Politehnica Timișoara, de unde a fost remarcat de Dinamo București, unde după doar 2 meciuri a fost vândut la FC Politehnica Timișoara. După 2 ani, a revenit în Liga 1 la FC Argeș Pitești, unde a stat mai mult ca rezervă. În 2001, a plecat la Genoa CFC în Serie B, unde a jucat multe meciuri și a fost transferat în iarna anului 2003 la US Palermo. În primul său sezon acolo, a ratat la limită promovarea în Serie A, dar a reușit-o sezonul următor. El a fost împrumutat la Perugia și la Torino FC. Din vara anului 2006 Codrea a jucat la AC Siena, unde a stat până în 2012. După 12 ani petrecuți în Italia el s-a întors în România la Rapid București, iar în martie 2013 s-a întors la Timișoara, unde și-a început cariera de antrenor la SS Politehnica Timișoara.

## Cariera de antrenor
Paul Codrea a început să antreneze la SS Politehnica Timișoara, în Liga a V-a, pe 13 martie 2013. A petrecut acolo un an, apoi a antrenat pe ACS Ghiroda. De la sfârșitul lui 2017, antrenează echipa de Liga II Ripensia Timișoara.

### Statistici
La 14 iulie 2013.
| Echipa                   | Nat     | De la          | Până la | Record | Record | Record | Record | Record | Record | Record | Record |
| Echipa                   | Nat     | De la          | Până la | G      | W      | D      | L      | GF     | GA     | GD     | Win %  |
| ------------------------ | ------- | -------------- | ------- | ------ | ------ | ------ | ------ | ------ | ------ | ------ | ------ |
| SS Politehnica Timișoara | România | 18 martie 2013 | Prezent | 14     | 13     | 1      | 0      | 61     | 9      | +52    | 92,86  |
| Total                    | Total   | Total          | Total   | 14     | 13     | 1      | 0      | 61     | 9      | +52    | 92,86  |

## Echipa națională
Codrea evoluează pentru Echipa națională de fotbal a României din anul 2000. El a calificat Național României la Campionatul European de Fotbal 2008, unde a jucat toate meciurile din grupe. A primit medalia „Meritul Sportiv” clasa a III-a din partea Președintelui României, Traian Băsescu, pentru acea calificare. Are la națională 41 de meciuri și a marcat un gol.
| # | Data              | Stadion                       | Adversar | Scor | Rezultat final | Competiția |
| - | ----------------- | ----------------------------- | -------- | ---- | -------------- | ---------- |
| 1 | 28 februarie 2001 | Stadionul GSP, Nicosia, Cipru | Lituania | 3-0  | 3-0            | Amical     |